# 茶陵城墙
茶陵城墙，位于中国湖南省株洲市茶陵县城关镇。茶陵城墙周长3353米，现存迎湘门、迎薰门两座城门，以及4个墙段(共1536米)。2002年，列为湖南省文物保护单位；2013年5月，列入第七批全国重点文物保护单位。

## 历史
南宋绍定四年(1231年)，知县刘子迈筑城，绍定五年(1232年)竣工。城开五门，分别为东门、大西门、小西门、南门、北门。

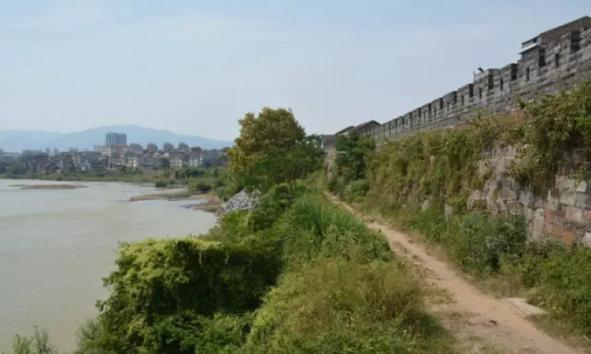
洣江邊的古城牆
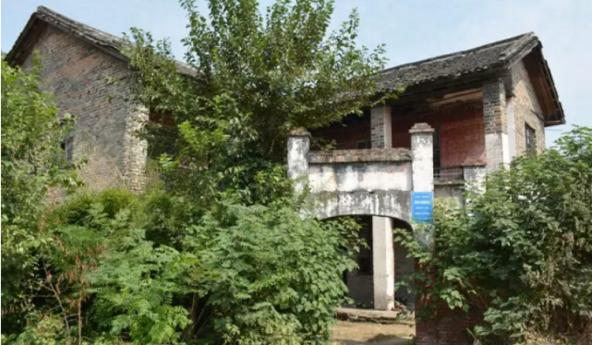
茶陵古城內的一座古宅
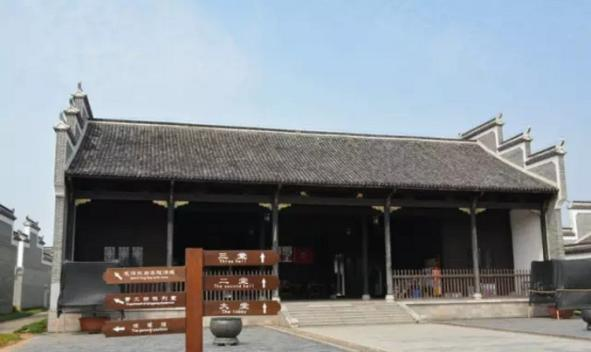
茶陵古城的衙門

明代，知县李士谦加宽城墙至8米，并在城门上建起重楼，城墙上则环建8个敌楼，4个角楼，22个更楼。清顺治年间，修缮五座城门，并命名。康熙年间，增开一门，称作“大城门”。
2001年，修复迎湘门至茶陵铁犀段城墙484米，迎湘门城楼及1座角楼。

## 城门

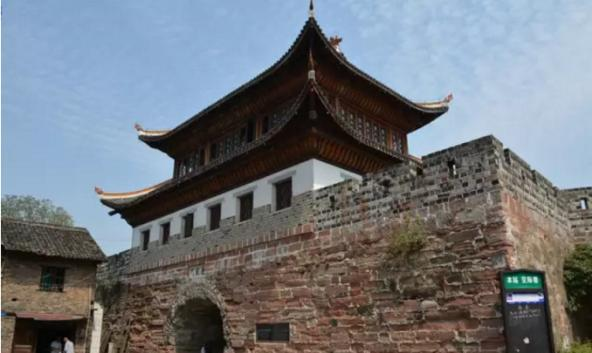
茶陵古城門

茶陵城墙共有6座城门，分别为聚星门（东）、紫薇门（西）、迎湘门（西）、迎薰门（南）、朝天门（北）、大城门。